# Great Island, Adventure Sound
Great Island är en ö i territoriet Falklandsöarna (Storbritannien). Den ligger i den centrala delen av ögruppen, 90 km sydväst om huvudstaden Stanley.